# محوطه موسی‌آباد
محوطه موسی‌آباد مربوط به عصر مس است و در شهرستان سلسله (الشتر)، بخش مرکزی، دهستان دوآب، ۶۵۰ متری جنوب روستای موسی‌آباد واقع شده و این اثر در تاریخ ۷ اسفند ۱۳۸۶ با شمارهٔ ثبت ۲۱۳۱۴ به‌عنوان یکی از آثار ملی ایران به ثبت رسیده است.